# Siemtje Möller

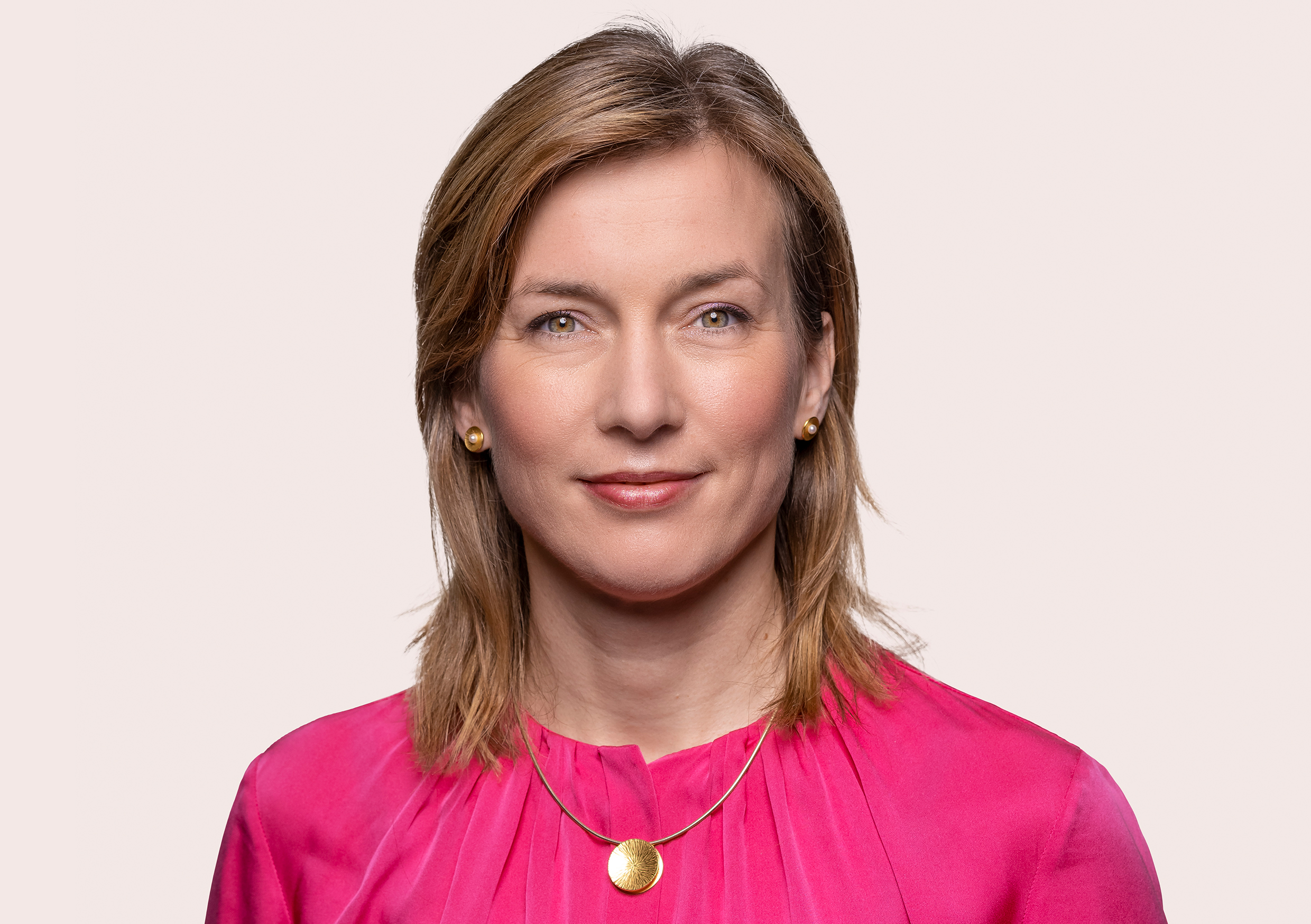
Siemtje Möller (2021)

Siemtje Victoria Regine Ilse Santjer Möller (* 20. Juli 1983 in Emden) ist eine deutsche Politikerin (SPD). Sie ist seit 2017 Mitglied des Deutschen Bundestages und war von 2021 bis 2025 Parlamentarische Staatssekretärin beim Bundesminister der Verteidigung. Seit 2025 ist sie stellvertretende Fraktionsvorsitzende der SPD-Bundestagsfraktion.

## Leben
Möller wuchs in Emden und Oldenburg auf. Sie studierte Französisch, Spanisch und Politik in Göttingen und war Lehrerin in Braunschweig, Berlin und zuletzt am Neuen Gymnasium in Wilhelmshaven. Sie ist verheiratet, hat zwei Söhne und lebt mit ihrer Familie in Varel.

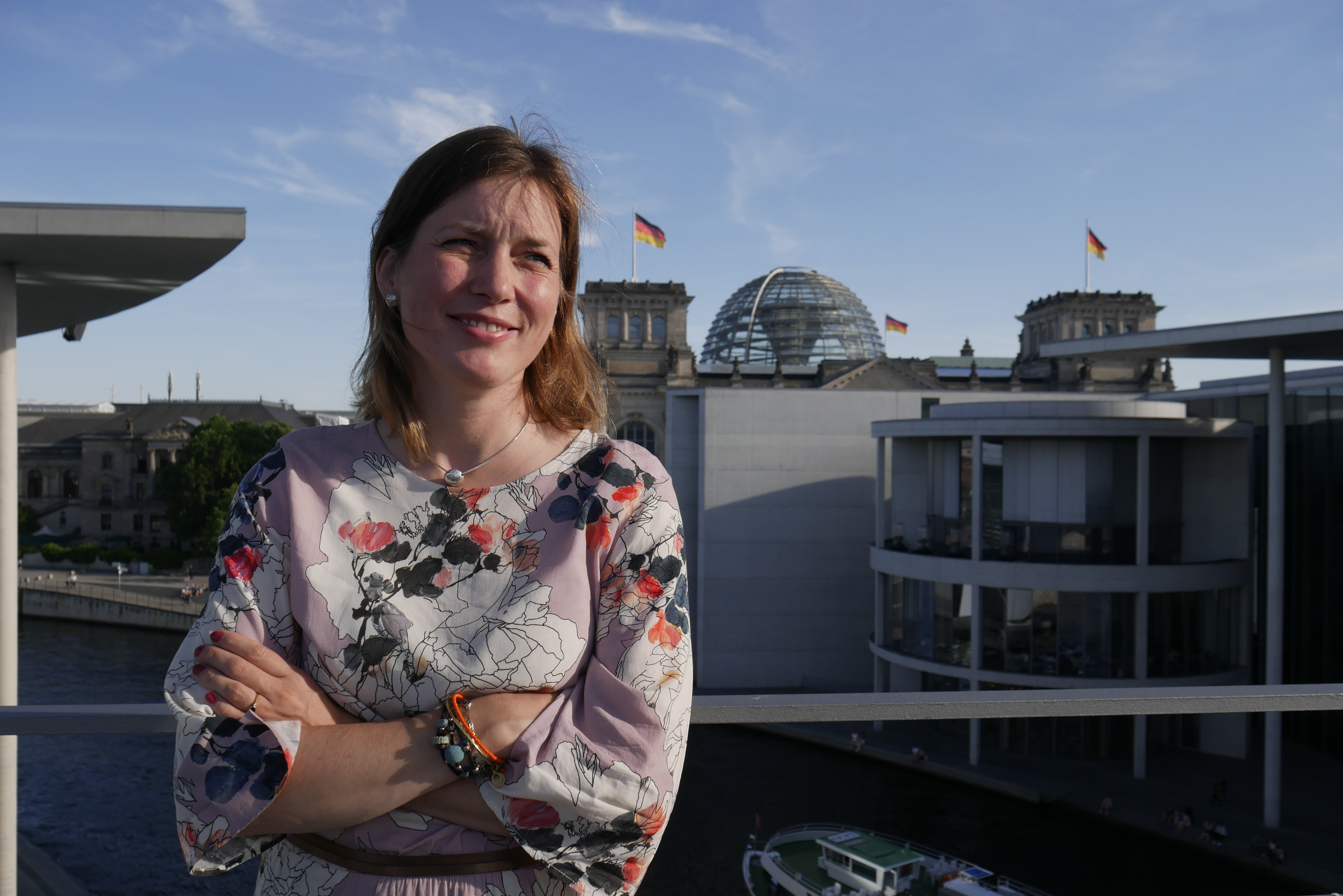
Siemtje Möller vor dem Reichstagsgebäude (2019)

## Politik
Möller trat im Jahr 2010 in die SPD ein. Seit Juni 2025 ist sie Mitglied des SPD-Parteivorstands.
Bei der Bundestagswahl 2017 gewann sie das Direktmandat des Bundestagswahlkreises Friesland – Wilhelmshaven – Wittmund. In der 19. Wahlperiode ist sie im Deutschen Bundestag Mitglied des Verteidigungs- und des Sportausschusses. Zudem gehört sie als stellvertretendes Mitglied dem Auswärtigen Ausschuss sowie der Enquete-Kommission Künstliche Intelligenz an.
Im Jahr 2019 wurde sie in den 1. Untersuchungsausschuss des Verteidigungsausschusses der 19. Wahlperiode des Deutschen Bundestages entsandt. Gemeinsam mit dem Haushaltspolitiker Dennis Rohde betrieb sie die Aufklärungsarbeit für ihre Fraktion. Im Zuge des Untersuchungsausschusses arbeitete sie heraus, dass die Verwaltungsermittlungen im Bundesministerium der Verteidigung bzgl. der Berateraffäre nicht mit Nachdruck vollzogen wurden, sondern eine Entlastung der politischen Führung herbeiführen sollten. Als Konsequenz forderte sie eine Überarbeitung des Untersuchungsausschussgesetzes sowie klarere Regelungen für die Speicherung von SMS-Verkehr.
Im Juni 2020 wurde sie Sprecherin des konservativen Seeheimer Kreises der SPD-Bundestagsfraktion; dieses Amt übergab sie im Juni 2022 an Marja-Liisa Völlers.
Von Januar 2021 bis Dezember 2021 war Möller verteidigungspolitische Sprecherin der SPD-Bundestagsfraktion. Im Dezember 2020 sprach sie sich deutlich für die Bewaffnung von Drohnen der Bundeswehr aus.
Möller gewann bei der Bundestagswahl am 26. September 2021 das Direktmandat mit 45,4 Prozent der Stimmen im Bundestagswahlkreis Friesland – Wilhelmshaven – Wittmund. Vom 8. Dezember 2021 bis zum 6. Mai 2025 war sie Parlamentarische Staatssekretärin beim Bundesminister der Verteidigung. Sie war nach dem Rücktritt von Verteidigungsministerin Christine Lambrecht als mögliche Nachfolgerin im Gespräch.
Bei der Bundestagswahl 2025 gewann die Sozialdemokratin das Direktmandat zum dritten Mal in Folge. Sie erhielt 35,4 Prozent der Stimmen. Am 7. Mai 2025 wurde sie zur stellvertretenden Fraktionsvorsitzenden für die Themen Außenpolitik, Verteidigungspolitik, Wirtschaftliche Zusammenarbeit und Entwicklung, Menschenrechte und Europapolitik gewählt.

## Mitgliedschaften und Ämter
Sie ist Präsidentin des Dachverbands Maritimes Kulturgut Deutsche Feuerschiffe. Ferner ist sie im Vorstand der Deutsch-Atlantischen Gesellschaft. Zudem ist sie Mitglied der Atlantik-Brücke und des Netzwerks Women in International Security (WIIS).
Möller ist Mitglied der Arbeiterwohlfahrt (AWO), der IG Metall und der Gesellschaft für Sicherheitspolitik.